# Satartia
Satartia is een plaats (village) in de Amerikaanse staat Mississippi, en valt bestuurlijk gezien onder Yazoo County.

## Demografie
Bij de volkstelling in 2000 werd het aantal inwoners vastgesteld op 68.
In 2006 is het aantal inwoners door het United States Census Bureau geschat op eveneens 68.

## Geografie
Volgens het United States Census Bureau beslaat de plaats een oppervlakte van
0,4 km², geheel bestaande uit land. Satartia ligt op ongeveer 33 m boven zeeniveau.

## Plaatsen in de nabije omgeving
De onderstaande figuur toont nabijgelegen plaatsen in een straal van 36 km rond Satartia.